# Fourbure

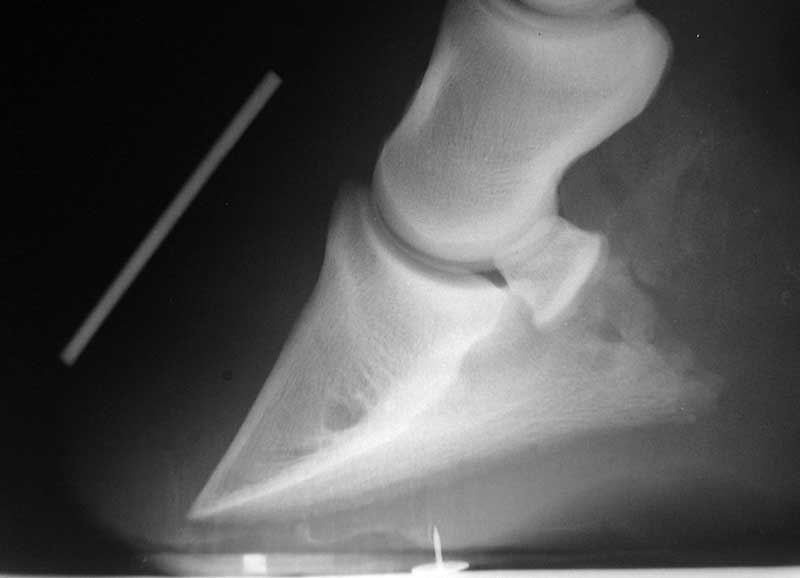
Radiographie d'un pied fourbu de profil chez le cheval.
Bascule de la troisième phalange.

La fourbure ou pododermatite aseptique diffuse est une maladie des sabots ou des onglons du bétail.
C'est une congestion inflammatoire aiguë du pied. En raison de l'inextensibilité relative de la boîte cornée, elle entraîne un arrêt circulatoire localisé avec ischémie des tissus, notamment du tissu podophylleux. Il se produit une désunion entre les structures osseuses et cornées, provoquant le basculement de la troisième phalange vers l'avant, caractéristique de cette affection. À l'extrême, la troisième phalange peut perforer la sole. Il s'agit là d'un cas gravissime.

## Causes
La cause peut être métabolique (par excès de nourriture, déshydratation, infections généralisées provoquant la libération d'endotoxines ou rétention placentaire), traumatique (par excès de travail ou surcharge chronique, c'est-à-dire par excès de poids) ou iatrogène (administration de trop grande quantité de corticoïdes). Une fourbure chronique peut se manifester à la suite d'une fourbure aiguë.

## Symptômes
On peut reconnaître la fourbure aiguë par une chaleur aux pieds affectés (le plus souvent bilatérale et le plus souvent aux antérieurs) une boiterie modérée à intense, un positionnement de l'animal de telle sorte qu'il met son poids sur les membres postérieurs, un pied chaud associé à un pouls digité bondissant, une sensibilité de la sole aux pinces tricoises,, ainsi que le basculement ou la descente de la 3e phalange sur une radiographie. La fourbure chronique se reconnaît par des bosses sur le devant des pieds affectés et une boiterie légère à modérée.

## Traitement
Le traitement est celui de la cause avec, de plus, mise au repos, anti-inflammatoires non stéroïdiens (les corticoïdes sont à proscrire). Dans les suivis possibles, citons également l'administration de vasodilatateur comme d'acépromazine, le patch de nitroglycérine ou la cryothérapie pour la vasodilatation,, la mise en place d'une litière épaisse au box, ou encore la saignée dans les 12 heures après les premiers symptômes en cas de surcharge alimentaire. Des inhibiteurs du TNF sont parfois utilisés. Un parage curatif facilite la guérison et diminue la douleur.

## Chez le bovin
La fourbure est une pathologie fréquente chez le bovin. 
Ainsi, un troupeau de vaches laitières hautement productrices peut être touché à 78%.

### Causes
D'autres facteurs ont déjà été identifiés dans l'apparition de la fourbure bovine : 
- la gestion des animaux entre le vêlage et le départ en lactation : la fourbure peut survenir deux à trois mois après le vêlage à la suite de dommages vasculaires, hémorragies et de thrombose du pododerme ;
- l’âge de l’animal, sa croissance et sa conformation ;
- l'hérédité, avec une héritabilité comprise entre 0,14 et 0,22 ;
- des processus inflammatoires aigus (métrite, mammite) ;
- le logement, avec un sol dur (sol bétonné, caillebotis) ;
- la saison et les conditions climatiques (humidité élevée).

## Chez le cheval

### La fourbure du cheval dans l'histoire
Xénophon, en 380 av. J.-C., fut le premier à mentionner ce qui s'apparente à la fourbure, en parlant de « surabondance d’orge », mais sans en décrire les symptômes. « les maladies sont plus faciles à traiter au départ que lorsqu’elles sont devenues chroniques et ont été mal diagnostiquées ». Chiron, au IVe siècle, est le premier à comprendre les mécanismes de la fourbure, évoquant même une séparation entre le sabot et les lamelles dermiques. Au Moyen Âge, et pendant plus de 600 ans, la fourbure est traitée par une ablation totale de la sole, avant d’être interdite pour cruauté à la fin du XIXe siècle. La première ferrure orthopédique est recommandée en 1548 .

### Causes
Une nouvelle cause a été identifiée à la fourbure équine : un dysfonctionnement partiel de l’hypophyse et une résistance à l’insuline engendre une concentrations sanguine élevée en insuline, qui déclenche une prolifération lamellaire inappropriée (lat. "Laminitis"), l’affaiblissement des lamelles et donc la fourbure.

### Symptômes
Chez le cheval fourbu, il se produit une désunion entre les structures osseuses et cornées, provoquant non pas le basculement de la troisième phalange vers l'avant car l'os naviculaire placé derrière l'en empêche, mais par le décollement de la paroi, caractéristique de cette affection. À l'extrême, la troisième phalange peut perforer la sole. Il s'agit là d'un cas gravissime. Outre les symptômes au niveau du pied lui-même, le cheval peut avoir de la fièvre, et les muqueuses oculaires  rouges.

### Traitement et pronostic
Si c'est le début de la maladie, le cheval doit être déferré et doit marcher un peu. Au-delà, ou dans le cas de fourbure chronique, un soutien mécanique du pied est indispensable pour limiter les tensions sur les lamelles. Ainsi, une ferrure adaptée, avec un fer orthopédique tronquant la pince et soutenant les talons et la partie postérieure de la fourchette (fer à l’envers, fer ovale, ou si phalange distale est déplacée, un fer en cœur ou un fer en M) supportera le pied et facilitera la guérison. En effet, une telle ferrure réduit la tension exercée par le tendon fléchisseur profond du doigt et assure un soutien de la sole, sans altérer sa vascularisation ,. Une plaque et du silicone peuvent être également mises en place.
Une alternative au traitement de la fourbure chronique est le déferrage du cheval ainsi qu'un parage « pieds nus » qui favorisera le dynamisme du métabolisme[réf. à confirmer], la vascularisation du pied est améliorée et favorise la guérison.
La fourbure reste une affection grave pouvant compromettre définitivement l'aptitude au travail. Par exemple, elle affecte environ 0,5 % des chevaux participants à des épreuves internationales d'endurance, mais dont seulement 50 % pourront retourner en compétition.